# Sohár Pálné
Sohár Pálné Bándi Judit (Szeged, 1936. március 4. – Budapest, 2023. november 17.) gyémántdiplomás magyar vegyészmérnök, toxikológus.

## Életpályája
Egyetemi tanulmányainak befejezése után tudományos munkatársként kezdte pályáját az Országos Élelmezés- és Táplálkozástudományi Intézetben. 1973-ban osztályvezetői, majd 1983-ban főosztályvezetői megbízást kapott. Intézeti tevékenysége során főként az élelmiszer-adalékanyagok vizsgáló módszereinek kialakításával, felhasználásuk szabályozásával, továbbá az élelmiszerekkel érintkezésben használt műanyagok, az élelmiszerekben lévő nitrátok, nitritek és a szerves foszfát-észter típusú növényvédő szerek vizsgálatával, az élelmiszerekben előforduló környezeti szennyezőanyagok és állatgyógyszer maradékok szintjeinek felmérésével és toxikológiai értékelésével foglalkozott. 2007-től a Mezőgazdasági Szakigazgatási Hivatal Élelmiszer és Takarmánybiztonsági Igazgatóságán dolgozott tudományos szakértőként. 2010-ben ment nyugdíjba.
1966-ban szerzett doktori címet a Budapesti Műszaki Egyetemen. Hazai és nemzetközi folyóiratokban 84 közleménye jelent meg, valamint 12 OMFB tanulmány elkészítésében vett részt és 21 könyv- és 4 jegyzet fejezetet írt. Közreműködött az élelmezés-egészségügyi előírások, rendeletek és szabványok kidolgozásában. Tagja volt az Élelmiszertörvényt előkészítő tárcaközi bizottságnak, a Magyar Élelmiszerkönyv Bizottságnak (1994–2005), az Országos Borszakértő Bizottságnak (1987–1998), a Nemzeti Akkreditáló Testület I. Szakbizottságának (1996–2005), a Magyar Borkönyv Bizottság Technológiai Szakbizottságnak és a Környezetvédelmi Program Környezetvédelem-élelmiszerbiztonság Albizottságának (2003–2007). A Magyar Takarmánykódex Élelmezési és Munkaegészségügyi Szakbizottságának elnöke (1999–2002), a Magyar Jódbizottság titkára, a Nemzeti EOQ MNB Élelmiszer Minősítők Társasága vezetőségi tagja (1995–2005) volt.
1973-tól titkára, majd 1984-től elnöke a Codex Alimentarius Nemzeti Bizottság Élelmiszer Adalékanyag Munkabizottságának. 1973 és 2006 között ő képviselte Magyarországot az Élelmiszer Adalék- és Szennyezőanyag Kódex Bizottság munkaértekezletein Hollandiában. 1984–2003 között a GEMS/Food (Global Environment Monitoring System/Food Contamination Monitoring and Assessment Programme) majd a GEMS/Food-EURO Monitoring program magyarországi Contact Point-ja volt. Haláláig tagja volt az Élelmiszer Vizsgálati Közlemények szerkesztő bizottságának.
Az 1960-as évek közepe óta végzett oktató munkát. Rendszeresen tartott előadásokat különböző főiskolákon, egyetemeken és továbbképző rendezvényeken. 1995 és 2015 között élelmiszer- és környezeti toxikológiát tanított az ELTE vegyész és környezetvédelmi hallgatóinak. A Természettudományi Kar Tanácsa 2001-ben a Kar Vendégelőadója címet adományozta számára. Az élelmiszerek kémiai biztonságával kapcsolatos kérdésekben a közvélemény hiteles, közérthető és naprakész tájékoztatásával, folyamatos oktató és felvilágosító tevékenységet végzett a médiában.
1993 és 2005 között az Országos Közegészségügyi Központ Közalkalmazotti Tanácsának elnöke volt.

## Családja
Szülei Szomor Erzsébet (1910–1991) okleveles tanítónő és Bándi (Bilustsák) Andor (1904–1977) bőrgyógyász szakorvos. Férje Dr. Sohár Pál vegyészmérnök, a Magyar Tudományos Akadémia rendes tagja. Három gyermeke és hét unokája van.

## Szakmai elismerései
- „Kiváló munkáért” (1978)
- „Az egészségügy kiváló dolgozója” (1979)
- Fodor József emlékérem és oklevél (1994)
- Tarján Róbert emlékérem (1996)[7]
- Pro Sanitate emlékérem és oklevél (1999)
- Fodor József Országos Közegészségügyi Központ által alapított emlékgyűrű (1999)
- Az egészségügyi miniszter által adományozott emléklap és plakett az Európai Unióhoz történt csatlakozásért kifejtett tevékenység elismerésére (2004)
- Az Országos Élelmezés- és Táplálkozástudományi Intézet által alapított „OÉTI-ért” díj (2007)
- A Magyar Élelmiszer-biztonsági Hivatal örökös tiszteletbeli tagja elismerő oklevél (2010)
- Pro Alimentis Hungariae emlékérem és oklevél (2010)
- A Magyar Érdemrend lovagkeresztje (2012)[8]

## Fontosabb publikációi
- Az élelmiszer adalékok E-számrendszere (OÉTI, Budapest, 1997. - Dr. Domoki Jánossal)
- Az új élelmiszer-adalékanyag előírások a tartósítóipar szemszögéből (Konzervújság, 47(4):89-94, 1999)
- Tájékoztató az élelmiszer adalékanyagokról (Élelmiszervizsgálati közlemények, (44)2:102-104, 1998)
- Mikotoxinok az élelmiszerláncban (Élelmiszervizsgálati Közlemények, 53(Ksz), 2007)